# Karl Schmid (philologue suisse)
Pour les articles homonymes, voir Schmid et Karl Schmid.
Karl Schmid, né le 31 mars 1907 à Zurich (Suisse) et mort le 4 août 1974 à Bassersdorf, dans le canton de Zurich, est un philologue et germaniste suisse.

## Biographie
- Professeur d'université
- Conjoint : l'humoriste et actrice Elsie Attenhofer
- Membre de Zofingue